# Parafia św. Jakuba Apostoła w Dobrosołowie
Parafia Świętego Jakuba Apostoła w Dobrosołowie jest jedną z 6 parafii leżącą w granicach dekanatu kleczewskiego.

## Historia
Za datę fundacji świątyni w Dobrosołowie przyjmuje się rok 1540 (najprawdopodobniej kościół jest jednak jeszcze starszy). W 1749 roku miejscowy proboszcz, Andrzej Liszkowski, wystawił na własny koszt drewniany kościół, ponieważ stary był już wtedy bardzo zniszczony. Mimo fundacji budynek w późniejszych latach popadał w ruinę i w 1852 roku zupełnie zaprzestano odprawiać w nim mszy. Wieś przyłączono wówczas do parafii ostrowickiej. Dopiero po nabyciu w 1861 roku dóbr Dobrosołowo przez dziedzica Adolfa Jursza, nastąpiła renowacja świątyni i po ukończeniu prac renowacyjnych przywrócono dawną parafię. Podczas II wojny światowej Niemcy zrabowali kościół m.in. dzwony, które najprawdopodobniej zostały przetopione lub przeznaczone jako rezerwa materiałowa III Rzeszy oraz bieliznę kościelną, najpewniej zużytą na rzecz szpitali polowych Wehrmachtu. 7 czerwca 2001 roku podczas prac remontowych w kościele pojawił się ogień, który spalił całą świątynię. Ze spalonego obiektu udało się uratować tabernakulum, figurę Chrystusa Frasobliwego, dwa obrazy: św. Jakuba (patrona parafii) oraz św. Barbary, kilka szat liturgicznych i krzyż. Pod przewodnictwem ks. proboszcza parafii Dobrosołowo, Franciszka Smolarskiego, zdecydowano o budowie nowej świątyni. 28 lipca 2002 roku bp. Bronisław Dembowski dokonał aktu wmurowania kamienia węgielnego przywiezionego z Ziemi Świętej w mury powstającego kościoła. Nowy kościół został oddany do użytku w październiku 2003 roku. 17 października 2004 roku abp Henryk J. Muszyński konsekrował świątynię. Do wybudowania kościoła użyto cegły klinkierowej. Kościół jest orientowany, jednonawowy, zbudowany na planie prostokąta z węższym i niższym prezbiterium zamkniętym wielobocznie. Od strony północnej znajduje się zakrystia, od zachodniej kruchta i wieża z latarnią. Dach jest dwuspadowy. W ołtarzu głównym znajduje się obraz św. Jakuba, a w ołtarzach bocznych obrazy Matki Bożej Częstochowskiej i św. Barbary.
Obecnym proboszczem parafii Dobrosołowo jest ks. Jarosław Kulpiński.

## Dokumenty
Księgi metrykalne:
- ochrzczonych od 1945 roku
- małżeństw od 1945 roku
- zmarłych od 1945 roku